# Grand Hotel Royal
Il Grand Hotel Royal è uno storico albergo di lusso di Viareggio in Versilia.

## Storia
La struttura, in origine una residenza privata, venne trasformata in un albergo verso il 1910. L'edificio venne rimaneggiato e ampliato nel 1925 secondo il progetto dell'architetto Alfredo Belluomini.
Nel corso della sua storia l'albergo ha ospitato diversi ospiti illustri, tra cui Luigi Pirandello e Gabriele D’Annunzio.